# Инка

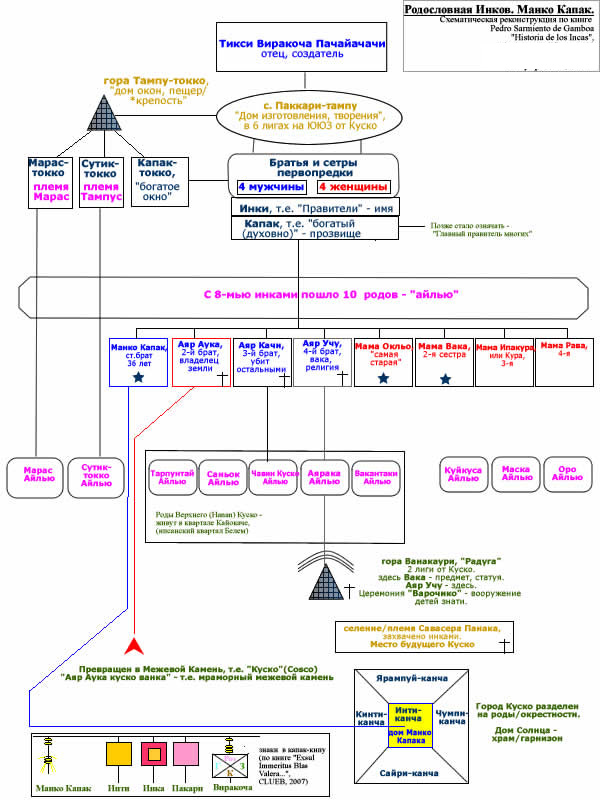
Сарьменто де Гамбоа, Манко Капак.

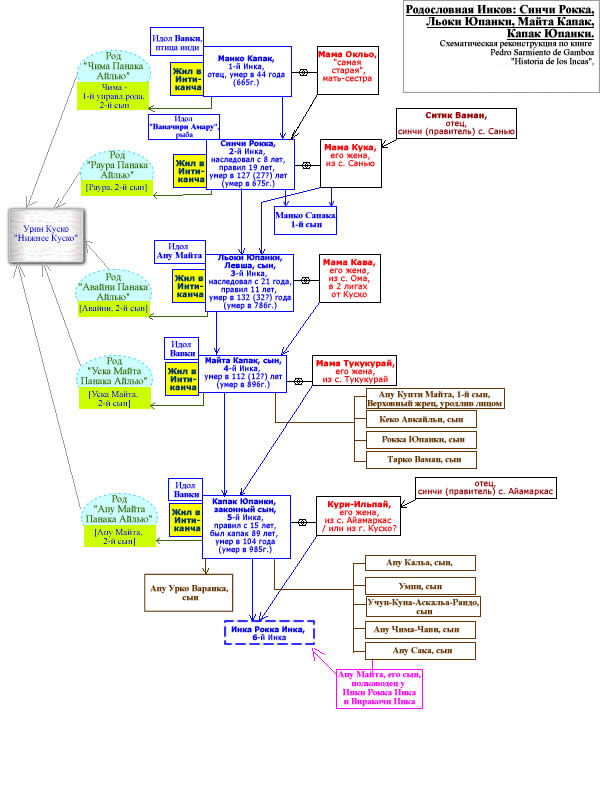
Сарьменто де Гамбоа, Генеалогия Инков. Синчи Рокка, Льоки Юпанки, Майта Капак, Капак Юпанки.

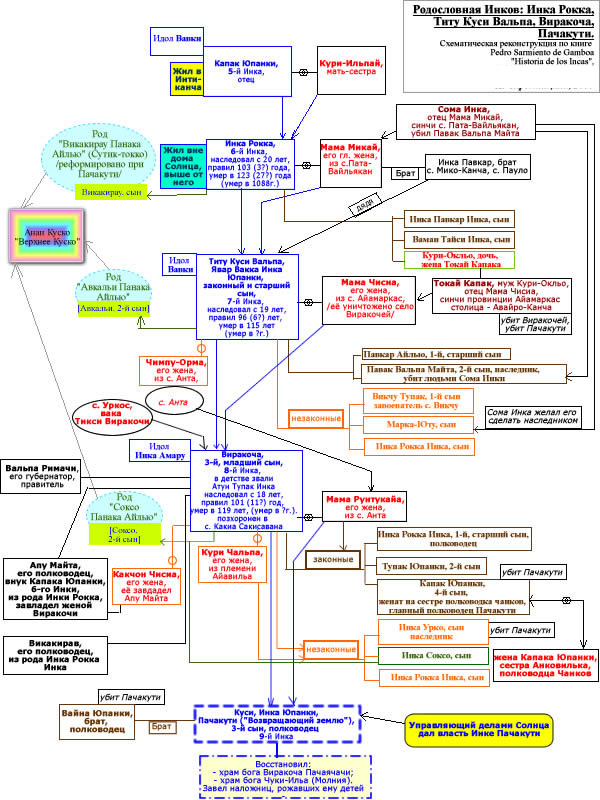
Сарьменто де Гамбоа, Генеалогия Инков. Инка Рокка, Титу Куси Вальпа, Виракоча, Пачакути.

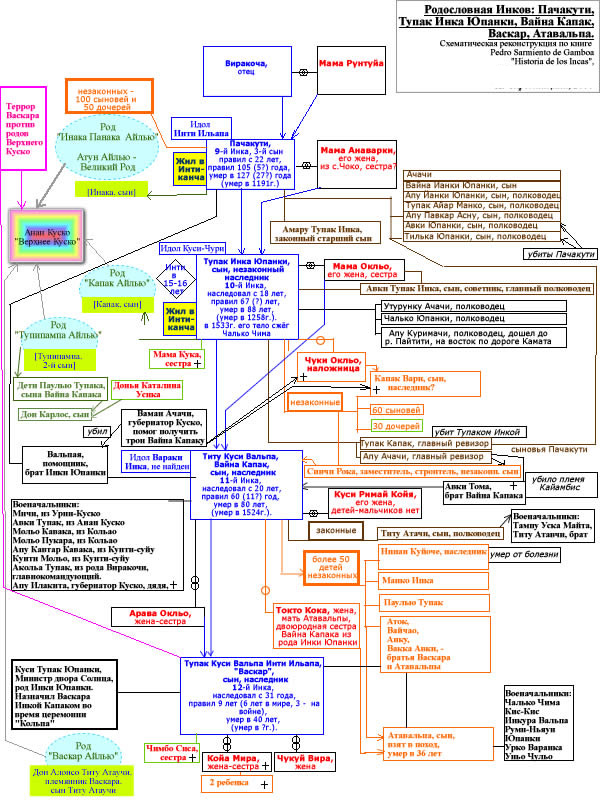
Сарьменто де Гамбоа, Генеалогия Инков. Пачакути, Тупак Инка Юпанки, Вайна Капак, Васкар, Атавальпа.

Инка Пачакутек на 5 перуанских солях, 1974

И́нка, И́нка Ка́пак (кечуа Inka Qhapaq) — титул связанной узами кровного родства высшей знати в Империи инков Тауантинсуйю, представлявшей собой особую этнокультурную общность. Полноценным инкой мог считаться только прямой потомок Манко Капака и Мамы Окльо как по мужской, так и по женской линиям. Девушки рода инков носили титул Нюста (кечуа Ñust'a), а замужние женщины — Палья (кечуа Palla).
Помимо инков по крови, существовал слой так называемых «инков по привилегии» — людей низшего происхождения, получавших право называть себя инками и носить одежду инков за те или иные личные заслуги.

## Происхождение
О происхождении инков нет достоверных данных, хотя существует множество легенд. Однако все эти легенды указывают на окрестности озера Титикака, что может быть расценено как аргумент в пользу того, что прародиной инков действительно был этот район. Есть гипотеза, что инки являлись наследниками династии правителей Тиуанако или, менее вероятно, Уари (обе этих цивилизации пришли в полный упадок к концу XII века), но так ли это на самом деле, выяснить на основе имеющихся исторических данных не представляется возможным.

## Язык
Хотя все инки, безусловно, в совершенстве владели кечуа, между собой они, по свидетельству многих хронистов, говорили на особом языке капак сими (кечуа Qhapaq Simi — «язык царей»), о котором известно крайне мало. Наиболее вероятно сближение этого языка с исчезнувшим языком пукина (исп. puquina), но имеются недоказанные версии, что капак сими был диалектом аймара или уру (семья уру-чипайя).

## Социальная структура
Возглавлял инков (и все государство в целом) Сапа Инка (кечуа Sapa Inka), букв. «Единственный Инка». Его главная жена по обычаям должна была доводиться ему родной сестрой, она носила титул Койя (кечуа Quya).
Инки делились на так называемые айлью (от кечуа Ayllu — община). Каждая айлью вела своё начало по мужской линии от того или иного Сапа Инки; все сыновья очередного Сапа Инки (кроме наследника престола) образовывали новую айлью, носившую его имя.
Наследование престола происходило по мужской линии, но Сапа Инка мог выбрать наследником любого из сыновей, не обязательно старшего. Кроме того, есть смутные указания на то, что Сапа Инка мог быть смещён с престола волей других инков в случае, если его деятельность была неудачной.
Численность инков по крови (мужчин), по сообщениям хронистов, была примерно 200 человек.

## Правители Империи инков

### ДинастияУрин Куско(Urin Qusqu)
- около 1200 — Манко Капак (Manqu Qhapaq)
- около 1230 — Синчи Рока (Sinchi Ruqa)
- около 1260 — Льоке Юпанки (Lluqi Yupanki)
- около 1290 — Майта Капак (Mayta Qhapaq)
- около 1320 — Капак Юпанки (Qhapaq Yupanki)

### ДинастияХанан Куско(Hanan Qusqu)
- около 1350 — Инка Рока (Inka Ruqa)
- около 1380 — Яуар Уакак (Yawar Waqaq)
- около 1410 — Виракоча Инка (Wiraqucha Inka, Wira Qucha Inka)
- 1438—1471 — Пачакути или Пачакутек (Pacha Kutiq Inka Yupanki)
- 1471—1493 — Тупак Инка Юпанки (Tupaq Inka Yupanki)
- 1493—1527 — Уайна Капак (Wayna Qhapaq)
- 1527—1532 (гражданская война) — Уаскар (Waskhar)
- 1527—1533 — Атауальпа (Ataw Wallpa)

### Правители после покорения Испанией1533
- 1533—1544 — Манко Инка Юпанки (Manqu Inka Yupanki)
- 1544—1561 — Сайри Тупак (Sayri Tupaq)
- 1561—1570 — Кастро Тито Куси Юпанки, Диего де (T'itu Kusi Yupanki)
- 1570—1572 — Тупак Амару I (Tupaq Amaru)

### Восстание в Перу1780—1781
- 1780—1781 — Тупак Амару II (Хосе Габриэль Кондорканки) (Tupaq Amaru iskay ñiqin, José Gabriel Kunturkanki)

## Другие значения
- Какаду-инка
- Инкой самовольно назвал себя историк Гарсиласо де ла Вега